# 薛晉寧
薛晉寧（英語：Sit Chun Ning，1989年3月13日—），藝名阿檸，香港商業電台叱咤903節目主持。
他亦是支力會會長、「PinPin 喜歡你」品牌創辦人、玩具迷、動漫迷。

## 簡介
薛晉寧早年就讀港九街坊婦女會孫方中小學（2001年上午校畢業），2006年中五畢業於大埔羅定邦中學。
2011年，阿檸畢業於香港浸會大學視覺藝術院，加入首飾設計公司工作一年後辭去首飾設計師工作。
2012年暑假，阿檸自製小說自薦加入商業電台創作部，其後作品傳到商業二台，隨即以節目助理身份加入叱咤903，負責協助製作節目《口水多過浪花》，並夥拍阿V、Colin主持星期一至五，深夜一時至二時的年輕人節目《903特備節目》。
2013年，阿檸加入急急子主持的節目《集雜志》，創作每日兩分鐘的廣播劇《扭蛋劇場》諷刺時弊。
2014年7月20日，阿檸暫停創作《扭蛋劇場》，隨即創作暑期限定的青春廣播劇（扭擰劇場）《那年夏天，我們在海邊發癲！》，該劇由阿檸全權編劇、錄音及製作，並請來新晉女歌手－－Yuki Lovey演出。同年11月，開始主持個人周末節目《扭扭擰擰扭扭擰》，繼續以年輕人角度惡搞時事，並不定時創作廣播劇。
2015年暑假，阿檸推出廣播劇《那年夏天，我們在海邊發癲！》續集－《小宇宙》，繼續請來Yuki Lovey演出，並合作製作主題曲《小小宇宙》，第二季加入新角色，由網絡紅人杜小喬演出。
2016年5月16日，阿檸主持首個個人平日常規節目《毒檸王國》，同年5月29日與鄒凱光主持周末電台節目《無定向喪煲病狂》。同年七月，阿檸推出兩本廣播劇小說《那年夏天，我們在海邊發癲》及《小宇宙》。
2017年2月11日，阿檸踏足電視台，於ViuTV與鄒凱光及駱振偉主持晚吹－《男人講嘢》。同年7月，阿檸、Oscar及大木把在毒檸王國環節歪理教中創作的五十條「歪理」製成閃卡，同時製作「毒檸王國護照」閃卡套，於香港書展出售。同時，阿檸開始籌備及主演舞台劇《隔籬絲打勁好打》，並於同年10月起到不同中學演出。
2018年3月24日，阿檸接受急急子主持的節目《309咤叱》訪問，他透露《扭蛋劇場》廣播劇題材敏感、經常暗諷時弊，曾帶麻煩給同事（如急急子、Donald、Riley、唱片公司、商業電台營業部及高層等），但他從此廣播劇創作中更清楚自己寫劇的方向及思考方法；他又表示少爺占製作的廣播劇及節目十分生活化，給他有朋友的感覺，使少爺占成為他最喜歡的電台節目主持人。同年7月，阿檸與細so及黃慘盈合作演出劇團「三角關係」舞台劇《Old Sea Food》。
2019年，阿檸首次參演ViuTV電視劇《退休女皇》電競少年Hans。同年6月15日，主持周末電台節目《漫事屋》。同年11月15日，與《三角關係》合作，首次以導演、編劇身份參與舞台劇創作出《無法成長的我們》，一連十場，於沙田大會堂演出。
2020年2月14日情人節凌晨於沙田發生的一宗奪命車禍中，他的舊情人梁銘汶（Obe，1989年10月4日出生，終年30歲）不幸離世，當天清晨他在Instagram發長文悼念不辭而別的前女友，形容她是最好的朋友、最深愛的家人，並附上兩人多張合照，文章開首以「老婆」稱呼對方，細數兩人由中學（2004年12月9日開始）相識相愛，見證彼此成長到長大後投身社會的故事，文末以「再見老婆，遲點見」作結，並署名「老公」。

## 演出作品

### 現主持電台節目
- 《支力支力》（逢星期一至五深夜12時至1時）
- 《在入睡前交換對白》（逢星期六晚上10時至11時）

### 曾主持電台節目
- 《毒檸王國》（2016年5月16日至2019年10月7日，逢星期一至五上午0時0分至2時正）
- 《無定向喪煲病狂》 （2016年5月29日至2019年5月19日，逢星期日下午1時至3時，與鄒凱光、Joey Ma及DJ Dom共同主持）
- 《檸檸檸檸檸》（2016年3月28日至5月13日逢星期一至五下午6時至6時30分，後成為毒檸王國環節）
- 《扭扭擰擰扭扭擰》（2014年11月16日至2016年5月22日，逢星期日下午4時至5時播放，後成為毒檸王國環節）
- 《突然好想聽》（臨時節目，逢星期日晚上7時至9時，暫代Vani《國語類》節目）
- 《903特備節目》（逢星期六下午5時至7時，與Colin共同主持）
- 《集雜志》（節目助理，主理「扭蛋劇場」環節、《那年夏天，我們在海邊發癲！》及《小宇宙》廣播劇）
- 《集雜志》（代主持，不定期）
- 《一切從音樂開始》（代主持，不定期）
- 《口水多過浪花》（節目助理，主理「大問答」環節）
- 《在晴朗的一天出發 - 早安，同學早!》（代主持）
- 《宇宙船》
- 《懶惰船》
- 《漫事屋》（逢星期三深夜12時至1時、以《宇宙船》名義播出）

### 電視節目
- 晚吹－《男人講嘢》（ViuTV，逢星期六晚上，與鄒凱光及駱振偉共同主持）
- Chill Club（ViuTV，嘉賓）

### 電視劇
- 2018年－《VR驅魔人》（ViuTV）
- 2019年－《退休女皇》（ViuTV）

### 舞台劇
- 《隔籬絲打勁好打》（2017年7月至2018年1月）
- 《Old Sea Food》（2018年7月20日至22日及26日至29日）
- 《無法成長的我們》（2019年11月15日至17日及19日至24日）
- 《無法誠實的我們》（2022年11月4日至6日及9日至13日）

### 廣播劇
- 《扭蛋劇場》（2013至2016年）
- 《那年夏天，我們在海邊發癲！》（2014年7月20日至8月31日，共30集）
- 《小宇宙》（2015年7月20日至8月31日，共31集）
- 《見習朋友計劃》（2016年11月28日至12月30日，共10集）
- 《金木水火》（2017年10月17日至12月26日，共19集）

### MV
- 擔任Yuki Lovey《小綿羊的氣味》MV男主角

## 音樂作品

### 填詞作品
- Encore、Hand Solo、Merry Me、Obe、孤高的獨、聖誕十字步（薛晉寧）（備註：Sampson Store （页面存档备份，存于）：《薛晉寧 HAND SOLO 單手派對》Talk Show 2021）
- Instahuman、Workaholic、宿醉（迪子）
- 一早約定、分手合照、獨家地理頻道（羅孝勇）
- 小小宇宙（Yuki Lovey）
- 戀人（Yuki Lovey、薛晉寧）（備註：Sagami Music Project 2022）
- 牛頭角（徐嘉浩）
- 完美情人（張子）
- 唇舌（Revery）
- 逐個逐個（Jan Curious）
- 新類型人的愛（野佬）
- Dancing In The Rain、開始倒數（馮允謙）
- Short Vacation（Before the night ends）
- 漂流號（The Hertz）
- 雲遊芫荽世界（雲浩影）
- 中二宅急便（蘇凱倫）
- Dear Myself（尹光 Feat. Wan K. )
- Let go（馬天佑）
- 溝我吖笨（黃曦桃）
- 樓下的貓（FINALLY）
- 路人潛能100（SULIS）
- 黑房（何雁詩）

### 派台歌曲成績
| 派台歌曲成績（五台） | 派台歌曲成績（五台） | 派台歌曲成績（五台） | 派台歌曲成績（五台） | 派台歌曲成績（五台） | 派台歌曲成績（五台） | 派台歌曲成績（五台） | 派台歌曲成績（五台）                           |      |
| -------------------- | -------------------- | -------------------- | -------------------- | -------------------- | -------------------- | -------------------- | ---------------------------------------------- | ---- |
| 唱片                 | 歌曲                 | 903                  | RTHK                 | 997                  | TVB                  | ViuTV                | 備註                                           | 備註 |
| 2021年               |                      |                      |                      |                      |                      |                      |                                                |      |
|                      | Hand Solo            | 20                   | ×                    | ×                    | ×                    | ×                    | 與Jan Curious合唱                              |      |
|                      | Encore               | -                    | ×                    | ×                    | ×                    | ×                    | 與Jan Curious合唱                              |      |
|                      | 聖誕十字步           | 4                    | ×                    | ×                    | ×                    | ×                    | 與Jan Curious合唱                              |      |
| 2022年               |                      |                      |                      |                      |                      |                      |                                                |      |
|                      | Merry Me             | -                    | ×                    | ×                    | ×                    | ×                    | 與Jan Curious、Anna hisbbuR合唱                |      |
|                      | 孤高的獨             | -                    | ×                    | ×                    | ×                    | ×                    |                                                |      |
|                      | Obe                  | -                    | ×                    | ×                    | ×                    | ×                    |                                                |      |
|                      | 戀人                 | 5                    | ×                    | ×                    | ×                    | -                    | 與Yuki Lovey合唱 （Sagami Music Project 2022） |      |
|                      | 支力會（S）          | -                    | ×                    | ×                    | ×                    | ×                    |                                                |      |
|                      | Ball! My Name        | 2                    | ×                    | ×                    | ×                    | ×                    | 叱咤903 DJ合唱                                 |      |
| 2023年               |                      |                      |                      |                      |                      |                      |                                                |      |
|                      | 支力會（M）          | 8                    | ×                    | ×                    | ×                    | -                    |                                                |      |
|                      | 渣豆馬拉松           | 15                   | ×                    | ×                    | ×                    | -                    |                                                |      |
| 2024年               |                      |                      |                      |                      |                      |                      |                                                |      |
|                      | BLUE                 | -                    | ×                    | ×                    | ×                    | -                    |                                                |      |

- （*）上榜中
- （-）未能上榜
- （×）沒有派往該台

## 其他作品

### 自創品牌
- 「PinPin 喜歡你」多款搞怪襟章

### 書籍
- 《那年夏天，我們在海邊發癲》（2016年）：小明文創出版，ISBN 978-988-8338-45-0，廣播劇小說作品
- 《小宇宙》（2016年）：小明文創出版，ISBN 978-988-8338-46-7，廣播劇小說作品
- 《Cheap Advisor》（2021年）：小明文創出版，ISBN 978-988-8687-77-0，紀錄聽眾疑難與薛晉寧回應

### 廣告／大使
- 梁漢文 - "EDMOND HITS 48" 新歌+精選 飾演廣告內Artist
- 2016飢饉三十饑饉之星

## 獎項紀錄
| 年份 | 頒獎禮                | 獎項               | 歌曲                                            | 結果 |
| ---- | --------------------- | ------------------ | ----------------------------------------------- | ---- |
| 2021 | 第58屆金馬獎          | 最佳原創電影歌曲獎 | 逐個逐個 - Jan Curious （來自電影《鬼同你住》） | 提名 |
| 2024 | 第22屆 CASH金帆音樂獎 | 最佳歌詞           | Dear Myself - 尹光 Featuring Wan K.             | 獲獎 |
| 2024 | 第22屆 CASH金帆音樂獎 | CASH最佳歌曲大獎   | Dear Myself - 尹光 Featuring Wan K.             | 獲獎 |

## 外部連結
- 阿檸的Facebook專頁
- 阿檸的Instagram帳戶
- 阿檸的 Sampson Store KOL 市集 （页面存档备份，存于）
- YouTube上的ningbbbbb頻道
- 商業電台主持簡介－檸（页面存档备份，存于）